# José María González Santos
José María González Santos, conegut popularment com a Kichi (pronunciació local [ˈkiʃi]) (Rotterdam, 22 de setembre de 1975) és un polític andalús, actual alcalde de Cadis i líder de la formació Adelante Andalucía en la ciutat de Cadis. Va ser investit alcalde el 13 de juny de 2015 rellevant a la històrica dirigent conservadora Teófila Martínez que duia més de vint anys en el poder.

## Biografia

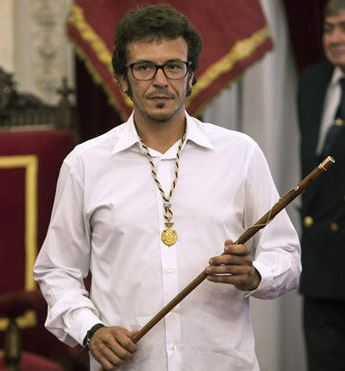
Kichi durant la seva presa de possessió al juny de 2015

Encara que va néixer a la ciutat neerlandesa de Rotterdam, en el si d'una família d'emigrants andalusos, es va establir amb la seva família a Cadis als quatre anys. És llicenciat en Geografia i Història per la Universitat de Cadis.
José María González és bastant conegut en les agrupacions del carnestoltes gadità, en ser component de la comparsa "Jesús Bienvenido" des dels seus inicis. El 27 de març és escollit per majoria. El 25 de maig queda segon en les eleccions municipals a Cadis, però amb el suport de PSOE-A i Guanyem Cadis (que incloïa a IU i Equo) va ser investit alcalde de la ciutat el 13 de juny de 2015. A les eleccions municipals de 2019, va tornar a guanyar les eleccions amb majoria absoluta.
El 2017 com a alcalde de Cadis donà la Medalla d'Or a la Verge del Rosari, patrona de la ciutat. Pablo Iglesias defengué la decisió.